# Timágoras (alfarero)
Timágoras (en griego antiguo: Τιμαγόρα [ς]) fue un alfarero ático activo alrededor del 540 a. C. De él se han conservado dos hidrias firmadas, que hoy se encuentran en el Museo del Louvre de París (F 38 y F 39). La pintura de figuras negras de ambos vasos se atribuye al llamado Pintor de Tálides, que por lo demás trabajaba para el alfarero Tálides, con el que al parecer Timágoras trabajaba en el mismo taller.